# Pro 2
Acasă (nome anterior Pro 2) é uma rede de televisão romena lançada em 2 de fevereiro de 1998 sob o comando da companhia bermudense Central European Media Enterprises.